# Stictis cladoniae
Stictis cladoniae är en lavart som först beskrevs av Rehm, och fick sitt nu gällande namn av Pier Andrea Saccardo. Stictis cladoniae ingår i släktet Stictis, och familjen Stictidaceae. Arten är reproducerande i Sverige.